# Cal Peixo Vell
Cal Peixo Vell era una masia del Prat de Llobregat enderrocada el 1957. Es conserven les finestres gòtiques incloses en l'Inventari del Patrimoni Arquitectònic de Catalunya.

## Història

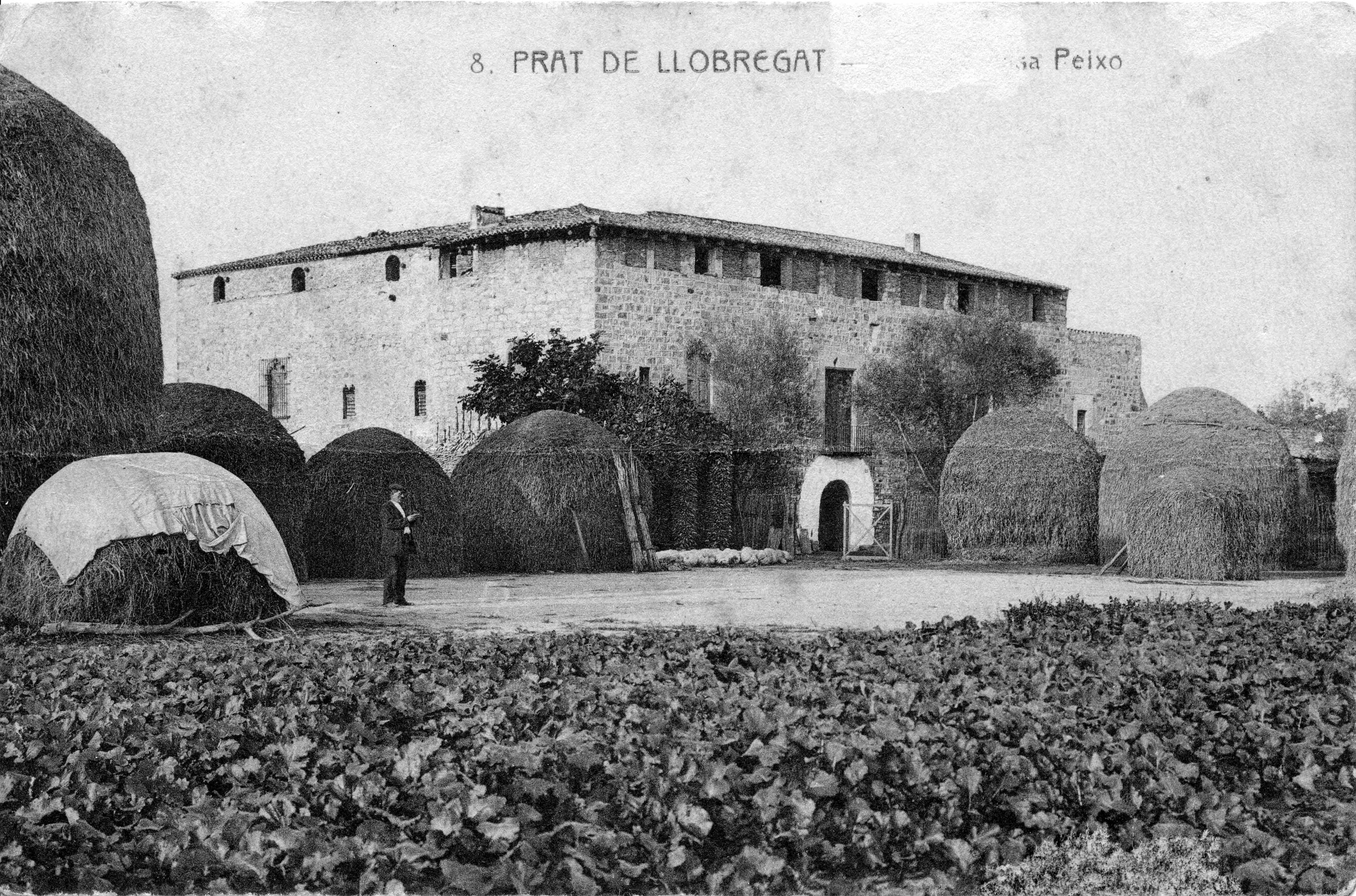
Can Peixo Vell a l'any 1920.

La història de la Torre o Mas de Can Peixo Vell evoca la noblesa barcelonina dels segles xvi i xviii, i els llinatges de les famílies Amell, Llobregat i Sant Joan, entre d'altres, tots ells emparentats.
Va ser Joan Amell qui, l'agost de 1556, va donar dues mujades de terra a la parròquia del Prat per construir-hi l'església, la casa del rector i el cementeri.
Can Peixo Vell va ser manada construir el segle xvi i aleshores es coneixia con la Torre de Mn. Amell.
L'any 1702, segons constava en la façana, es va fer una profunda transformació de la casa, la més gran del terme. La casa era una autèntica fortalesa, construïda amb pedra tallada, decorada amb finestrals gòtics i amb un mur de contenció al voltant, que la protegia de les riuades. La finca a la qual pertanyia tenia 186 mujades de terra de conreu i, anys més tard, s'hi van construir Ca l'Ixo, Cal Xic d'en Donyanna i Cal Donyanna, dedicades bàsicament al cultiu de cereals.

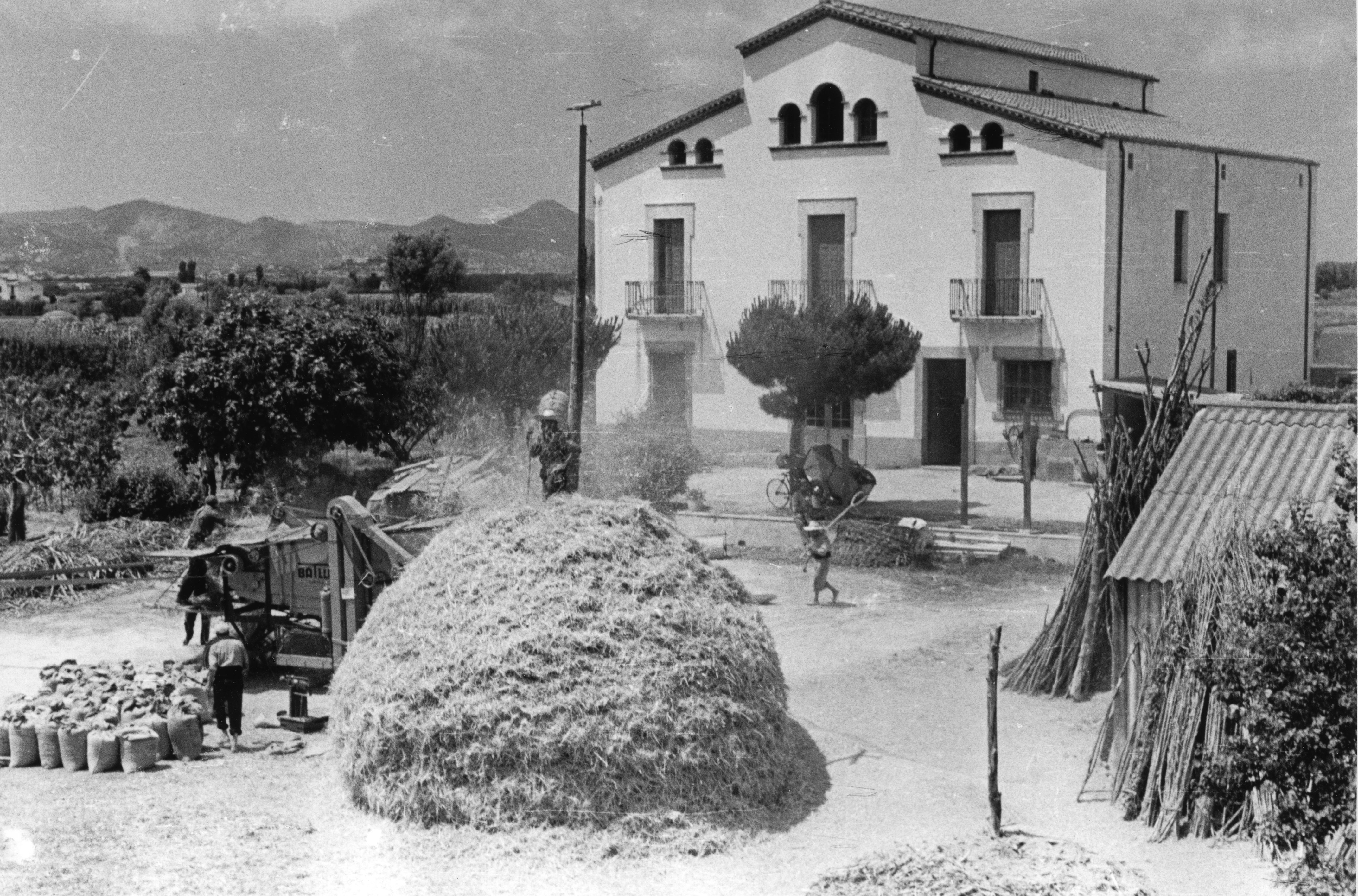
Nova masia dels masovers de Can Peixo Vell. És Can Peixo Nou i fou construïda l'any 1931 malgrat que la fotografia data del 1947.

Diversos membres de la família Busquets en van ser masovers durant 450 anys i, l'any 1931, la companyia MZA va adquirir la finca perquè es trobava molt a prop de les vies del tren i, el 1957, va ser enderrocada per Renfe. Els amos, que en aquell moment eren els Ponsics (Sarrià), no van indemnitzar als masovers després de més de 400 anys residint a Can Peixo.
Els masovers van anar a viure a una casa nova de construcció pròpia de l'estil de masia catalana anomenada Can Peixo Nou.

## Finestres gòtiques

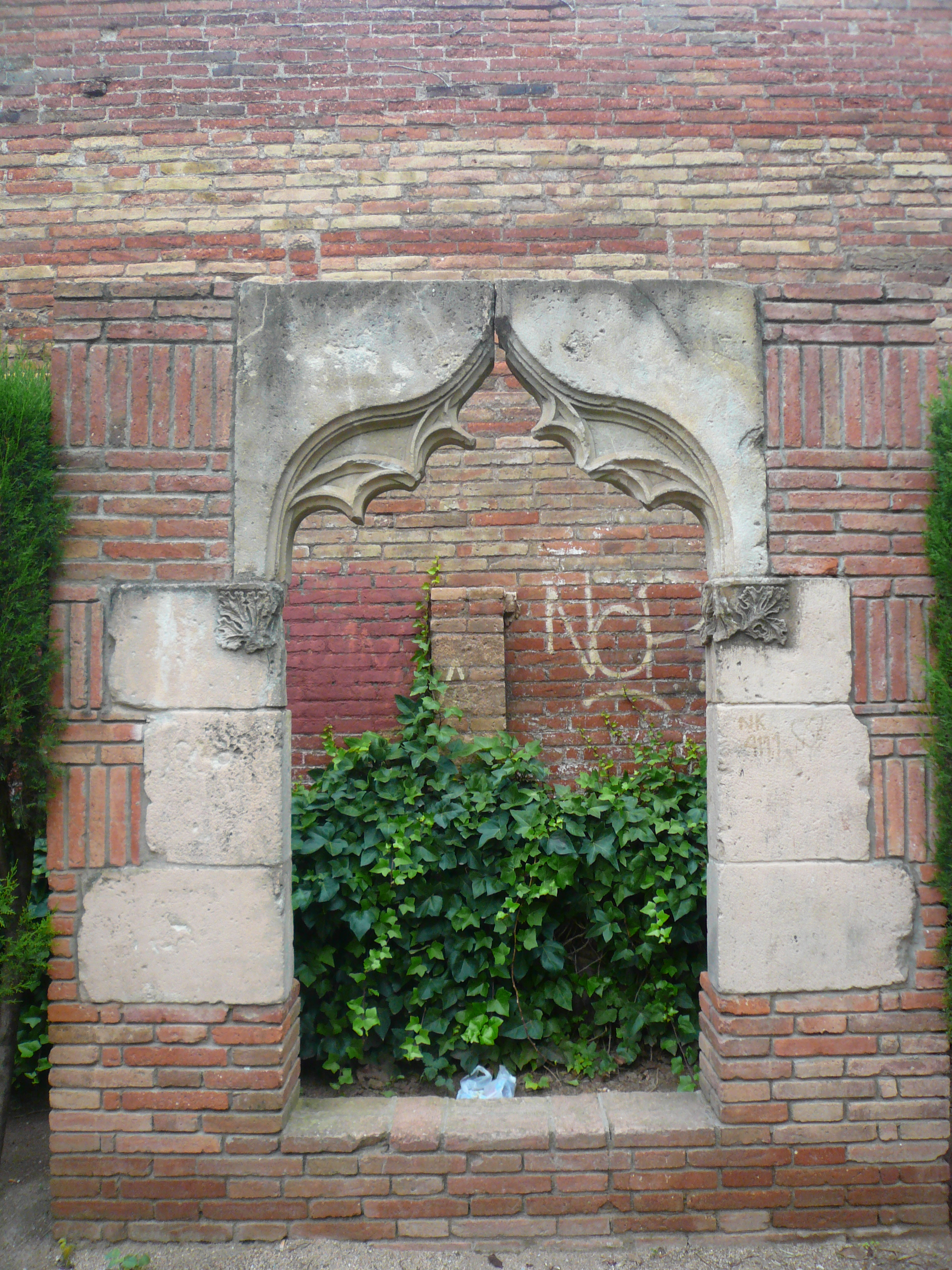
Una de les finestres als jardins de la torre Muntadas

Els finestrals gòtics del mas es conserven actualment en els jardins del Fondo del Peixo i en els jardins de la Torre Muntadas. La iniciativa de conservar aquesta part de Can Peixo Vell va ser de l'Ajuntament del Prat, sota l'alcaldia de Jaume Codina i Vilà.
Les finestres són de tradició gòtica catalana dins d'un corrent tardà de tipus flamíger, com es pot deduir de la forma ogival polilobulada que tenen. Els motius esculpits a les impostes (mènsules de sosteniment) dels arcs als muntants inclouen, però, una penetració de les formes decoratives renaixentistes, en aquest exemple, això es veu clar amb el doble motiu de dos putti aguantant escuts heràldics.